# りそな総合研究所
りそな総合研究所株式会社（りそなそうごうけんきゅうしょ、英: Resona Research Institute Co.,Ltd.）は、りそなグループのコンサルティング会社。

## 概要
りそなグループのシンクタンク。旧協和銀行系の株式会社協和中小企業経営研究所が法人格上、直接の前身となっている。

## 沿革
- 1974年（昭和49年）4月 - 株式会社だいぎん経営振興センター（旧・大阪銀行系）が設立される[1]。
- 1986年（昭和61年）
  - 10月 - 株式会社サイギン総合研究所（埼玉銀行系）が設立される[1]。
  - 11月 - 株式会社協和中小企業経営研究所が設立される[1]。
- 1987年（昭和62年）6月 - 株式会社大和銀総合研究所が設立される[1]。
- 1992年（平成4年）
  - 4月 - 協和銀行・埼玉銀行の合併に伴い、サイギン総合研究所と協和中小企業経営研究所が合併し、株式会社協和埼玉総合研究所となる[1]。
  - 9月 - 協和埼玉総合研究所が株式会社あさひ銀総合研究所に商号変更[1]。
- 2002年（平成14年）
  - 4月 - 株式会社だいぎん経営振興センターが、株式会社近畿大阪中小企業研究所に商号変更[1]。
  - 11月 - りそなグループの研究所3社で合併契約書を締結[1]。
- 2003年（平成15年）4月 - 3社が統合し、りそな総合研究所株式会社発足[1]。

## 事業所所在地
- 大阪本社 - 大阪市北区天神橋2-北2-6
- 東京本社 - 東京都江東区木場1-5-25
- 埼玉本社 - さいたま市浦和区北浦和4-5-5 北浦和大栄ビル3階
- 名古屋支店 - 名古屋市中区錦2-14-19